# Susanna e i vecchioni (Alessandro Allori)
Susanna e i vecchioni è un dipinto a olio su tela (202x117 cm) di Alessandro Allori, firmata e datata 1561, e conservato nel Musée Magnin di Digione.

## Descrizione e stile
Il tema di Susanna, preso dal Libro di Daniele (13), era popolare nell'arte del pieno Rinascimento, venendo spesso rappresentato dagli artisti quale esempio di virtù che vince il vizio, nonostante le insidie. 
Più che il tema moraleggiante, all'artista interessava rappresentare soprattutto una scena di raffinato erotismo, col corpo nudo della fanciulla che sembra accogliere, piuttosto che respingere, le avances dei "vecchioni", rappresentati in pose audaci. Una ricca ornamentazione ne fa un esempio tipico di opera destinata alle élite dell'epoca. il colore ricco e smaltato è tipico dello stile dell'artista, primo allievo di Agnolo Bronzino.